# Дискографія Ace of Base
Нижче наведена дискографія шведського поп-гурту Ace of Base. До неї входять 5 студійних альбомів, збірники пісень, збірники на DVD та VHS, сингли групи, випущені з 1992 року.

## Альбоми
| Рік  | Назва                                                               | Позиція в хіт-парадах | Позиція в хіт-парадах | Позиція в хіт-парадах | Позиція в хіт-парадах | Позиція в хіт-парадах | Позиція в хіт-парадах | Позиція в хіт-парадах | Позиція в хіт-парадах | Позиція в хіт-парадах | Позиція в хіт-парадах | Позиція в хіт-парадах | Позиція в хіт-парадах | Позиція в хіт-парадах | Продажі альбому                                                                             |
| Рік  | Назва                                                               | Велика Британія       | США                   | Канада                | Австралія             | Німеччина             | Австрія               | Швейцарія             | Франція               | Швеція                | Данія                 | Норвегія              | Японія                | Іспанія               | Продажі альбому                                                                             |
| ---- | ------------------------------------------------------------------- | --------------------- | --------------------- | --------------------- | --------------------- | --------------------- | --------------------- | --------------------- | --------------------- | --------------------- | --------------------- | --------------------- | --------------------- | --------------------- | ------------------------------------------------------------------------------------------- |
| 1993 | Happy Nation / The Sign - Перший альбом - Випущено: 19 лютого, 1993 | 1                     | 1                     | 1                     | 9                     | 1                     | 3                     | 2                     | 1                     | 3                     | 1                     | 1                     | 1                     | 5                     | - Продано: 23 мільйони - BPI сертифікація: 2x платиновий - RIAA сертифікація: 9x платиновий |
| 1995 | The Bridge - Другий альбом - Випущений: 21 листопада, 1995          | 66                    | 29                    | 13                    | 46                    | 8                     | 10                    | 4                     | 3                     | 1                     | 5                     | 20                    | 16                    | 42                    | - Продано: 6 мільйонів - RIAA сертифікація: платиновий                                      |
| 1998 | Flowers / Cruel Summer - Третій альбом - Випущений: 14 липня, 1998  | 15                    | 101                   | 23                    | 217                   | 3                     | 15                    | 1                     | 16                    | 5                     | 6                     | 12                    | 14                    | 38                    | - Продано: 3 мільйони - BPI сертифікація: срібний                                           |
| 2002 | Da Capo - Четвертий альбом - Випущений: 30 вересня, 2002            | —                     | —                     | —                     | —                     | 48                    | 23                    | 61                    | —                     | 25                    | 21                    | 40                    | 40                    | —                     | - Продано: 0,5 мільйони                                                                     |
| 2010 | The Golden Ratio - п'ятий альбом - Випущений: 24 вересня, 2010      | —                     | —                     | —                     | —                     | 20                    | —                     | 100                   | —                     | —                     | —                     | —                     | —                     | —                     |                                                                                             |

## Збірники пісень
| Рік  | Назва                                                                                            | Позиція в хіт-парадах | Позиція в хіт-парадах | Позиція в хіт-парадах | Позиція в хіт-парадах | Позиція в хіт-парадах | Позиція в хіт-парадах | Позиція в хіт-парадах | Позиція в хіт-парадах | Позиція в хіт-парадах | Позиція в хіт-парадах | Позиція в хіт-парадах | Позиція в хіт-парадах | Продажі альбому |
| Рік  | Назва                                                                                            | Велика Британія       | США                   | Канада                | Австралія             | Німеччина             | Австрія               | Швейцарія             | Франція               | Швеція                | Данія                 | Норвегія              | Японія                | Продажі альбому |
| ---- | ------------------------------------------------------------------------------------------------ | --------------------- | --------------------- | --------------------- | --------------------- | --------------------- | --------------------- | --------------------- | --------------------- | --------------------- | --------------------- | --------------------- | --------------------- | --------------- |
| 1999 | Singles of the 90s / Greatest Hits - Збірник пісень - Випущений: 15 листопада, 1999              | 62                    | —                     | —                     | 244                   | 21                    | 32                    | 14                    | 25                    | 36                    | —                     | 35                    | 23                    | —               |
| 2002 | The Collection/All That She Wants - Збірник пісень - Випущений: 2002                             | —                     | —                     | —                     | —                     | —                     | —                     | —                     | —                     | —                     | —                     | —                     | —                     | —               |
| 2003 | Platinum & Gold Collection - Збірник пісень - Випущений: 6 травня, 2003                          | —                     | —                     | —                     | —                     | —                     | —                     | —                     | —                     | —                     | —                     | —                     | —                     | —               |
| 2004 | The Hits - Збірник пісень - Випущений: 1999 в ЮАР                                                | —                     | —                     | —                     | —                     | —                     | —                     | —                     | —                     | —                     | —                     | —                     | —                     | —               |
| 2005 | The Ultimate Collection - Збірник пісень - Випущений: 6 червня, 2005                             | —                     | —                     | —                     | —                     | —                     | —                     | —                     | —                     | —                     | —                     | —                     | —                     | —               |
| 2008 | Greatest Hits, Classic Remixes and Music Videos - Збірник пісень - Випущений: 14 листопада, 2008 | —                     | —                     | —                     | —                     | —                     | —                     | —                     | —                     | —                     | —                     | —                     | —                     | —               |
| 2010 | Platinum & Gold - Збірник пісень - Випущений: 10 березня, 2010                                   | —                     | —                     | —                     | —                     | —                     | —                     | —                     | —                     | —                     | 26                    | 6                     | —                     | —               |

## Сингли
| Рік  | Назва                              | Позиція в хіт-парадах | Позиція в хіт-парадах | Позиція в хіт-парадах | Позиція в хіт-парадах | Позиція в хіт-парадах | Позиція в хіт-парадах | Позиція в хіт-парадах | Позиція в хіт-парадах | Позиція в хіт-парадах | Позиція в хіт-парадах | Позиція в хіт-парадах | Позиція в хіт-парадах | Альбом                                          |
| Рік  | Назва                              | Велика Британія       | США                   | Канада                | Австралія             | Німеччина             | Австрія               | Швейцарія             | Франція               | Швеція                | Данія                 | Норвегія              | Іспанія               | Альбом                                          |
| ---- | ---------------------------------- | --------------------- | --------------------- | --------------------- | --------------------- | --------------------- | --------------------- | --------------------- | --------------------- | --------------------- | --------------------- | --------------------- | --------------------- | ----------------------------------------------- |
| 1992 | «All That She Wants»               | 1                     | 2                     | 2                     | 1                     | 1                     | 1                     | 1                     | 2                     | 3                     | 2                     | 2                     | 1                     | Happy Nation/The Sign                           |
| 1993 | «Wheel Of Fortune»                 | 20                    | —                     | —                     | —                     | 4                     | 6                     | 5                     | 21                    | 39                    | 2                     | 1                     | 29                    | Happy Nation/The Sign                           |
| 1993 | «Happy Nation»                     | 40                    | —                     | —                     | 80                    | 7                     | 6                     | 23                    | 1                     | 4                     | —                     | 6                     | —                     | Happy Nation/The Sign                           |
| 1993 | «Waiting for Magic»                | —                     | —                     | —                     | —                     | —                     | —                     | —                     | —                     | 19                    | —                     | —                     | —                     | Happy Nation/The Sign                           |
| 1993 | «The Sign»                         | 2                     | 1                     | 1                     | 1                     | 1                     | 3                     | 4                     | 5                     | 2                     | 3                     | 5                     | 1                     | Happy Nation/The Sign                           |
| 1994 | «Don't Turn Around»                | 5                     | 4                     | 1                     | 19                    | 6                     | 8                     | 14                    | 17                    | 11                    | 9                     | —                     |                       | Happy Nation/The Sign                           |
| 1994 | «Living in Danger»                 | 18                    | 20                    | 4                     | 103                   | 23                    | 19                    | 26                    | 36                    | 15                    | —                     | —                     | —                     | Happy Nation/The Sign                           |
| 1995 | «Lucky Love»                       | 20                    | 30                    | 2                     | 30                    | 13                    | 14                    | 19                    | 9                     | 1                     | 2                     | 12                    | —                     | The Bridge                                      |
| 1995 | «Beautiful Life»                   | 15                    | 15                    | 1                     | 11                    | 20                    | 24                    | 33                    | 10                    | 22                    | 2                     | —                     | —                     | The Bridge                                      |
| 1996 | «Never Gonna Say I'm Sorry»        | —                     | 106                   | 53                    | 79                    | 44                    | 38                    | —                     | 41                    | 24                    | 12                    | —                     | —                     | The Bridge                                      |
| 1998 | «Life Is a Flower»                 | 5                     | —                     | —                     | —                     | 20                    | 15                    | 18                    | 16                    | 5                     | 2                     | 20                    | 7                     | Flowers / Cruel Summer                          |
| 1998 | «Cruel Summer»                     | 8                     | 10                    | 5                     | 59                    | 28                    | 28                    | 21                    | 24                    | 33                    | 4                     | —                     | —                     | Flowers / Cruel Summer                          |
| 1998 | «Whenever You're Near Me»          | —                     | 76                    | 71                    | —                     | —                     | —                     | —                     | —                     | —                     | —                     | —                     | —                     | Flowers / Cruel Summer                          |
| 1998 | «Travel to Romantis»               | —                     | —                     | —                     | —                     | 61                    | —                     | —                     | —                     | 83                    | —                     | —                     | —                     | Flowers / Cruel Summer                          |
| 1998 | «Always Have Always Will»          | 12                    | —                     | —                     | 61                    | 47                    | 29                    | —                     | —                     | —                     | —                     | —                     | —                     | Flowers / Cruel Summer                          |
| 1999 | «Everytime It Rains»               | 22                    | —                     | —                     | —                     | —                     | —                     | —                     | —                     | —                     | —                     | —                     |                       | Flowers / Cruel Summer                          |
| 1999 | «C'est la Vie (Always 21)»         | —                     | —                     | —                     | —                     | 64                    | —                     | 100                   | —                     | 38                    | 17                    | —                     | 1                     | Singles of the 90s                              |
| 2000 | «Hallo Hallo»                      | —                     | —                     | —                     | —                     | 99                    | —                     | —                     | —                     | —                     | —                     | —                     | —                     | Singles of the 90s                              |
| 2002 | «Beautiful Morning»                | —                     | —                     | —                     | —                     | 38                    | 47                    | 32                    | —                     | 14                    | 18                    | —                     | —                     | Da Capo                                         |
| 2002 | «The Juvenile»                     | —                     | —                     | —                     | —                     | 78                    | —                     | —                     | —                     | —                     | —                     | —                     | —                     | Da Capo                                         |
| 2003 | «Unspeakable»                      | —                     | —                     | —                     | —                     | 97                    | —                     | —                     | —                     | 45                    | —                     | —                     | —                     | Da Capo                                         |
| 2008 | «Wheel of Fortune 2009»            | —                     | —                     | —                     | —                     | —                     | —                     | —                     | —                     | —                     | —                     | —                     | —                     | Greatest Hits, Classic Remixes and Music Videos |
| 2009 | «Cruel Summer vs. Rico Bernasconi» | —                     | —                     | —                     | —                     | 69                    | —                     | —                     | —                     | —                     | —                     | —                     | —                     | Cruel Summer 2009 - Single                      |
| 2010 | «All For You»                      | —                     | —                     | —                     | —                     | 38                    | —                     | —                     | —                     | —                     | —                     | —                     | —                     | The Golden Ratio                                |

### сертифікація синглів
| - Wheel Of Fortune Німецька сертифікація: золотий - All That She Wants Німецька сертифікація: 3x золотий Французька сертифікація: золотий Нідерландська сертифікація: золотий Англійська сертифікація: платиновий Американська сертифікація: платиновий - Happy Nation Французька сертифікація: срібний Німецька сертифікація: золотий - The Sign Німецька сертифікація: платиновий Англійська сертифікація: золотий Американська сертифікація: платиновий | - Don't Turn Around Німецька сертифікація: золотий Американська сертифікація: золотий - Life Is a Flower Шведська сертифікація: золотий Англійська сертифікація: срібний - Cruel Summer Американська сертифікація: золотий |

### Промо-сингли
- 1996 «My Déjà Vu» (Скандинавія, Франція)
- 1998 «Angel Eyes[en]» (Китай)
- 1998 «Donnie[en]» (Японія)
- 1998 «Tokyo Girl[en]» (Франція)
- 1999 «Cecilia[en]» (Італія)
- 1999 «Love in December[en]» (Німеччина)

## DVD и VHS
- 1994: The Sign (VHS, регіон 1)
- 1994: Happy Nation (U.S. Version) (PAL VHS)
- 2002:  Da Capo (DVD, Region 2) (2002) (DVD, регіон 2)
- 2003: Ace of Base: Exclusive Fan Edition (DVD)
- 2005: Universal Masters Collection (DVD, всі региони)